# OPS-24
OPS-24是一款采用有源电子扫描阵列（AESA）技术的船载三维空中搜索雷达。
OPS-24由日本防卫省技术研究与发展研究所（TRDI）开发，由三菱电机制造。它是第一种在作战军舰上使用的 AESA 雷达，于 1988 年在朝雾型护卫舰DD-155号上使用，该舰是后一批朝雾型护卫舰的首舰。该雷达还被用于村雨型护卫舰 (二代)和高波级护卫舰。

## 历史
防卫厅技术研究本部第一研究所第四部雷达实验室从1967年开始与三菱电机合作进行有源元件的研究，并于1962年批准预算，1971 年制造出第一台实验性 “电子扫描有源天线装置”（X 波段，64 元件线性阵列）原型机。 另外，当时正考虑研制S波段机载搜索雷达用于国产预警机（AEW）的机载雷达，因此在1971年至1971年间采用了特拉瓦二极管振荡器并研制了一款研究原型机。实施了“新型雷达（第 1 部分）”（64 个元件的线性阵列），将波段转移到 S 波段。 1974年，这一原型装置被安装在第一研究所的屋顶上，针对东京国际机场进出的飞机进行了探测实验，并成功实现了连续探测和跟踪。 这不仅在日本，在世界上也是首次实现。
1975年，又相继研制出了“新型雷达（第二部分）”（X波段，208阵列平面阵）的样机，并进行了试制工作。 自1981年以来，技术研究本部在东芝、NEC、三菱电机的参与和合作下，开始了三维雷达的内部研究，以取代在航空自卫队雷达站运行的 J/FPS-1。研发工作从 1983 年持续到 1986 年，1983 年 11 月，三菱电机被选为生产原型机的公司。 由此生产的 XJ/FPS-3 型号于 1987 年 7 月开始在航空测试联队（现为航空开发和测试组）的电子测试部门进行实际测试。 1991 年，J/FPS-3 这种实用型型号正式成为日本第一种有源相控阵雷达（AESA）。
另一方面，日本海上自卫队采用OPS-14作为通用驱逐舰（DD）的防空雷达，但尽管在舰队作战过程中可靠性或性能没有出现问题，但其单独行动时的防空预警性能仍令人担忧。 在收到有关J/FPS-3的信息后，海上幕僚监部得出的结论是，基于该型号，考虑到技术可能性、开发风险和预算，它很有可能被实现为DD的3D雷达。 作为回应，J/FPS-3的主要制造商三菱电机为日本海上自卫队开发了该型号作为舰载AESA。

### 出处
1. ↑  Tomohiko Tada. . Ships of the World (Kaijin-sha). March 2010, (721): 100–105 （Japanese）.
2. ↑  藤木 2005.
3. ↑  技術研究本部 2002，第2研究所.
4. ↑  技術研究本部 2002，技術開発官（航空機担当）.
5. ↑  香田 2015，第203-204頁.
6. ↑  長井 1991.